# Compsoctena delocrossa
Compsoctena delocrossa is een vlinder uit de familie Eriocottidae. De wetenschappelijke naam van deze soort is voor het eerst geldig gepubliceerd in 1921 door Edward Meyrick.
De soort komt voor in het Afrotropisch gebied.